# Sérénade pour cordes (Tchaïkovski)
La Sérénade pour cordes en ut majeur (en russe : Серенада для струнного оркестра), op. 48, est une œuvre de Piotr Ilitch Tchaïkovski composée entre septembre et octobre 1880. 

## Structure
1. Pezzo in forma di sonatina. Andante non troppo - Allegro moderato (ut majeur)
2. Valse. Moderato. Tempo di Valse (sol majeur)
3. Elegia. Larghetto elegiaco (ré majeur)
4. Finale (Tema russo). Andante - Allegro con spirito - Molto meno mosso - Tempo I - Più mosso (ut majeur)

## Orchestration
| Instrumentation de la Sérénade pour cordes                           |
| Cordes                                                               |
| premiers violons, seconds violons, altos, violoncelles, contrebasses |

## Histoire et analyse
La première représentation de la Sérénade pour cordes eut lieu à Saint-Pétersbourg le 18/30 octobre 1881 sous la direction d'Eduard Nápravník. L'exécution de la sérénade dure approximativement 30 minutes. Elle est dédiée à Karl Albrecht (en).
Le premier mouvement commence par une introduction lente, à la mélodie martelée et vigoureuse. Elle est énoncée quatre fois tantôt aux violons, tantôt aux basses, avant de s'éteindre peu à peu. L'allegro moderato est une forme-sonate particulière, commençant par la double exposition d'un thème unique en trochées (noire-croche, noire-croche...). Une transition modulante mène au développement, en trois petites parties. Les parties 1 et 3 sont construites principalement sur une nouvelle figure en doubles croches et en notes répétées, tandis que des fragments du thème parsèment la deuxième partie. Après la réexposition, Tchaïkovski a l'idée de répéter tout le développement en le transposant à la tonique. Le mouvement se termine par un rappel de l'introduction lente.
Le deuxième mouvement est la fameuse valse. De découpe très classique (forme tripartite ABA'), elle met en valeur une mélodie gracieuse aux violons I, puis aux violons II et violoncelles. Des sections en mineur jettent une ombre sur la partie B, qui joue beaucoup de questions/réponses entre instruments. La réexposition ne comporte que peu de changements, et la coda fait se résonner d'un pupitre à l'autre des échos de la valse avant de s'achever sur des pizzicati ppp.
Le troisième mouvement est le cœur de l’œuvre. De forme ABCBDAC-Coda, on retient surtout la quadruple exposition de la mélodie ascendante et rêveuse de A. Une section plus mélancolique suit, puis s'enchaîne au climax du mouvement ou les violons et violoncelles chantent un thème passionné et lyrique sur un rythme de triolets. La section mélancolique est reprise, modifiée, un peu développée, et s'achève sur un solo des premiers violons. La partie A est de nouveau rejouée, avec toutes les cordes en sourdines. Un rappel du climax mène à une dernière itération de A et une coda apaisée sur des accords en harmoniques.
Le finale comporte deux thèmes populaires. L'andante expose aux violons puis aux basses le thème "dans le pré", puis expose au ralenti un petit thème de cinq notes qui constitueront la tête du thème principal de l'allegro. L'Allegro, de forme-sonate, est construit sur le thème "sous le pommier", un thème joyeux et bondissant fondé sur un rythme unique (quatre croches, quatre doubles croches, deux croches). Après une transition sur ce thème, apparaît le second thème, une mélodie cantabile dans l'aigu des violoncelles sous les pizzicati perpétuels des violons, repris ensuite par ces derniers. Le premier thème réapparaît pour terminer l'exposition. Le développement est fondé sur les deux premières mesures du thème principal, répétés et développés à tous les pupitres, parfois en superposition du second thème (notamment lors des marches d'harmonies). Une strette très serrée sur le premier thème aboutit à la réexposition écourtée de ce même thème car il a été omniprésent lors du développement. Par contraste, le deuxième thème est exposé en totalité à la tonique. Le retour du premier thème est interrompu par trois septièmes diminuées de sol mineur. L'introduction lente du premier mouvement fait son retour puis s'accélère pour retrouver le tempo de l'allegro et le premier thème. La coda s'accélère avec les basses puis les violons jouant frénétiquement la tête du thème du finale avant huit mesures d'accords de do majeur finissant avec joie et emphase la sérénade.
En octobre 1880, Tchaïkovski arrangea cette partition pour deux pianos.